# Pia-Sophie Oldhafer
Pia-Sophie Oldhafer est une joueuse allemande de hockey sur gazon née le 1er juillet 1992 à Hanovre. Elle a remporté avec l'équipe d'Allemagne la médaille de bronze du tournoi féminin aux Jeux olympiques d'été de 2016 à Rio de Janeiro.